# Nana Jacobi
Nana La Cour Jacobi, bedre kendt som Nana Jacobi (født 10. december 1972), er en popartist, sangskriver, iværksætter og filmkomponist fra Danmark.
Nana har udgivet fem album i eget navn og har skrevet flere sange til film, bl.a sangen Maybe In Another Life fra filmen Lev Stærkt.
Nana Jacobi har markeret sig i den offentlige debat om kønsubalancen i dansk musikliv. Hun er direktør for koncertkonceptet Hun Solo , der præsenterer kvindelige kunstnere ved koncertaftener, og som bl.a har spillet på Roskilde Festival og SmukFest 2017. HUN SOLO modtog i 2020 Tak Rock Prisen ved årets GAFFA awards, og priserne Ildsjælsprisen[kilde mangler] samt Ethel-prisen, i 2018 og har desuden turneret i Pakistan, på Færøerne og i Grønland. I 2018 lancerede de pladeselskabet HUN SOLO RECORDS.

## Højskolesangen "Ramadan i København"
Jacobi har sammen med Isam B, Anders Greis og Özcan Ajrulovski skrevet sangen "Ramadan i København", der i 2020 blev optaget i Højskolesangbogen. Forfatterne skrev sangen året før på en sangskriver-camp arrangeret af højskolesangbogsudvalget. Sangen skabte allerede inden udgivelsen stor debat, idet bl.a. flere danske politikere fandt det kontroversielt at indføre en sang med et muslimsk udgangspunkt i Højskolesangbogen. Som reaktion på debatten skrev Bachiri, Greis, Ajrulovski og Jacobi en kronik i Politiken. De beskrev her, hvordan de havde lagt vægt på at skrive en sang, som alle kan relatere sig til, fordi den udtrykte noget almenmenneskeligt. Efter kronikørernes mening handler højskolekulturen og dens sangbog om oplysning, frisind, kulturåbenhed, inklusion, ligestilling og ligeværd, som samtidig er "nogle af de kvaliteter ved 'danskheden', som gør os mest stolte og varme om hjertet". De sluttede af med at henvise til sangen "Danskerne findes i mange modeller" af Ebbe Kløvedal Reich med musik af Erling Lindgren i den eksisterende udgave af højskolesangbogen.

## Singler
I 2022 har Nana Jacobi udgivet 'Drømmenes Venteværelse' - første single fra soundtracket til kommende TV-serie 'Elvira' på Viaplay. I 2020 har Nana Jacobi udgivet en række singler, herunder Ingenmandsland og Sorgfugl, som begge gik nummer et på DR P6Beat. Hun blev desuden indstillet til GAFFA-Prisen som årets danske solist, og årets hit.[kilde mangler]

## Magnet Sky
Nana Jacobi udgav i februar 2021 albummet Magnet Sky, som fik fem stjerner i både Gaffa og Soundvenue. Det er Nana Jacobis fjerde album. Albummet er første gang Nana Jacobi udgiver sange på dansk. Derudover har det en væsentlig mere elektronisk lyd end hendes tidligere udgivelser. Albummet er produceret af Kristoffer Søndergaard.

## Diskografi
- Elvira Sange (Album, November 2022)
- Livet Er Tidskrævende (Single, oktober 2022)
- Drømmenes Venteværelse (Single, August 2022)
- Magnet Sky (Album, februar 2021)
- Sorgfugl (Single 2020)
- Ingenmandsland (Single 2020)
- Et Skib (Single 2020)
- Sneblind (Single 2019)
- Pige (Single 2018)
- Expander (Album 2015)
- Visitors (Album 2012)
- Nightblind (EP 2010)
- This is it (Album 2006)